# Жариков, Николай Алексеевич
Никола́й Алексе́евич Жа́риков (1918—1987) — советский учёный, специалист в области ракетно-космической техники. Лауреат Ленинской премии (1976).

## Биография
Участник Великой Отечественной войны. Награждён рядом государственных наград.
В 1953 году окончил Московское Высшее техническое училище им. Баумана.
В 1953 по 1986 год работал в конструкторском бюро «Южное» (Днепропетровск,)
С 1965 года — заместитель главного конструктора по конструкторской работе КБ космических аппаратов.
Принимал участие в создании боевого оснащения ракет Р-12 — советской жидкостной одноступенчатой баллистической ракеты средней дальности (БРСД) наземного базирования (индекс ГРАУ — 8К63, по классификации МО США и НАТО — SS-4 Sandal (с англ. — «Сандаловое дерево»)), Р-14 (индекс ГРАУ — 8К65, по классификации МО США и НАТО — SS-5 Skean) и др.
Один из авторов конструкций малых и унифицированных спутников Земли, оригинальных космических аппаратов по программам «Космос» и «Интеркосмос».